# Guy Harpigny
Guy Harpigny, né le 13 avril 1948 à Luttre, est le 100e évêque du diocèse de Tournai, en Belgique.

## Biographie
Né à Luttre en 1948, il a été ordonné prêtre du diocèse de Tournai à Charleroi le 7 juillet 1973.
Candidat en Psychologie et Docteur en théologie de l'UCL, sa thèse était intitulée Islam et christianisme selon Louis Massignon. Il est également diplômé d'arabe à l'Institut catholique de Paris et a travaillé à l'Institut dominicain d'études orientales du Caire
Il a été professeur au Grand séminaire de Tournai de 1980 à 1997. De 1993 à 1997, il a été Directeur de l'Institut Supérieur des Sciences Religieuses du diocèse de Tournai. En 1997, Jean Huard le désigne doyen principal de Mons et curé de Sainte-Waudru.
Il est nommé 100e évêque de Tournai par le pape Jean-Paul II le 22 mai 2003 et est sacré évêque par le cardinal Godfried Danneels le 7 septembre 2003.

## Blason et devise
Blasonnement : D'azur au chevron d'or chargé d'un chevron diminué de sable, accompagné en pointe d'une étoile d'or à six rais

Devise : « Consacre-les dans la Vérité » (Jn 17,17). 

## Distinctions
- Officier du Mérite wallon (O.M.W.) 2017
- Grand Officier de l'ordre équestre du Saint-Sépulcre de Jérusalem